# Hot Eyes

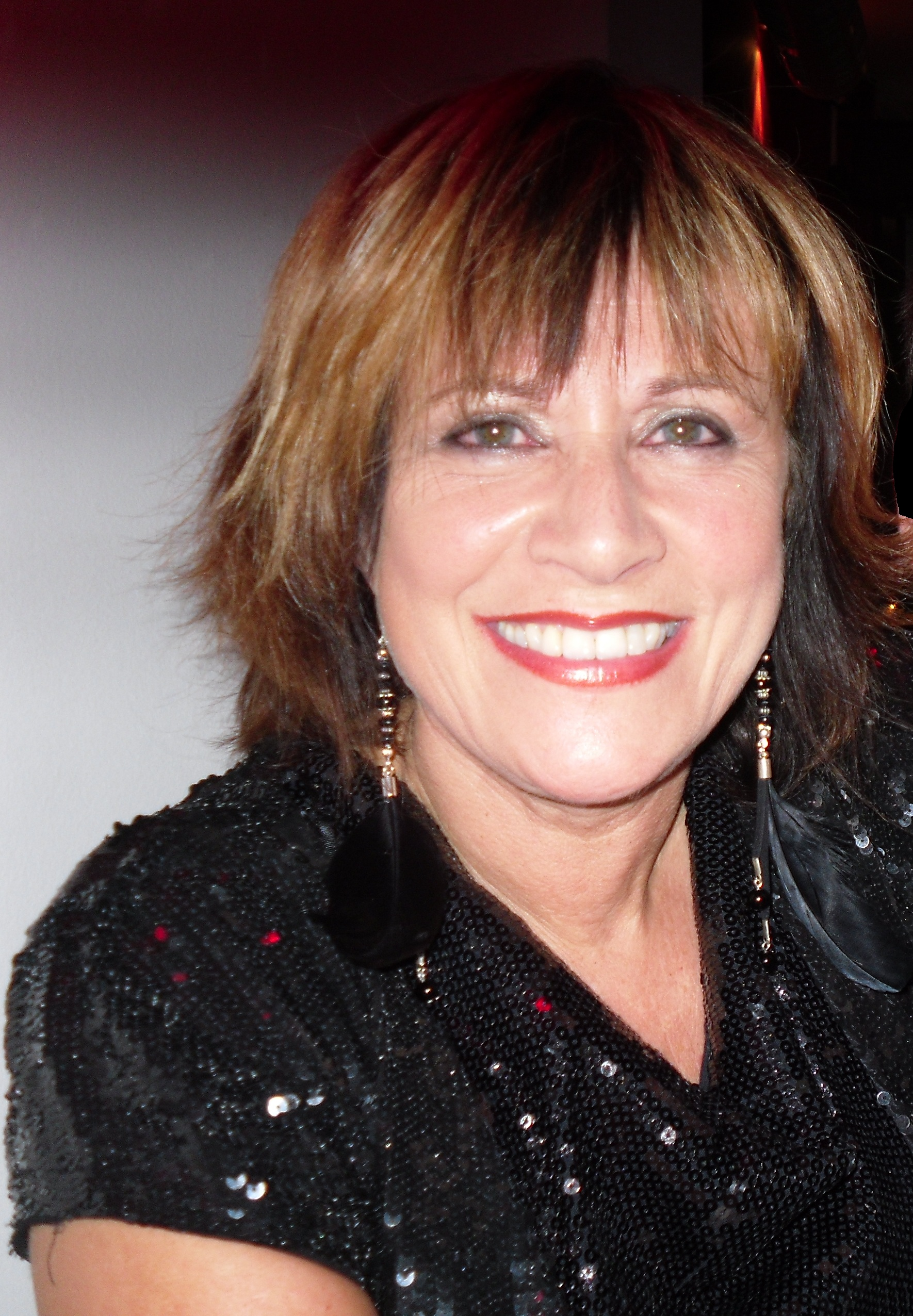
Kirsten Siggaard en Estocolmo, 2010.

Hot Eyes fue el nombre con el que se presentaron en eventos internacionales el dúo danés conocido en su país con el nombre de Kirsten og Søren (Kirsten y Søren). Estaba formado por Kirsten Siggaard (nacida en Slagelse, 7 de septiembre de 1954) y Søren Bundgaard (nadido en Glostrup, 4 de marzo de 1956).
Kirsten creció en una familia tradicional cristiana que cantaba en el coro de la iglesia, tras los estudios trabajó en un banco. Søren era músico, cantante y compositor, miembro de la banda danesa Sir Henry. Ambos, Sir Henry y Kirsten participaron en el Dansk Melodi Grand Prix, que sirve para elegir al representante danés en el Festival de Eurovisión, en 1983. Por alguna razón la canción de Sir Henry, "Og Livet går" con música compuesta por Søren y Leif Pedersen fue descalificada y Kirsten ocupó su lugar en la final, a modo de premio de consolación Sir Henry hizo los coros a Kirsten.
Søren después decidió dejar Sir Henry en favor de colaborar con Kirsten, y el dúo participó en el Dansk Melodi Grand Prix en 1984 como Hot Eyes con la canción "Det' lige det" con música de Søren y letra de Keld Heick (que también firmó otras canciones de Hot Eyes en el Dansk Melodi Grand Prix). La canción se conoció en Dinamarca como la "canción de la piscina", ya que al final de la actuación en el Grand Prix Kirsten tiraba a Søren dentro de una piscina que había en el escenario. Ganaron el concurso y representaron a Dinamarca en Festival de Eurovisión 1984 celebrado en Luxemburgo, donde alcanzaron la cuarta plaza, aunque no pudieron repetir el numerito de la piscina. Kirsten actuó en estado de gestación de su primer hijo.
En la cima de la popularidad, volvieron a participar en el Dansk MGP en 1985 con "Sku' du spørg' fra no'en?", con la que volvieron a ganar por segunda vez consecutiva. Fue entonces cuando Kirsten decidió dejar su trabajo en el banco y dedicarse por entero a la música con Hot Eyes. La canción se destacó por la participación de la hija de nueve años de Søren, Lea Bundgaard, que tenía un destacado papel en la actuación. Con todo solo consiguieron la undécima plaza en el Festival de Eurovisión 1985.
En 1986 y 1987 Kirsten y Søren participaron en el Dansk MGP, pero no ganaron, siendo cuartos con "Sig det, som det er" y quintos con "Farvel og Tak" respectivamente. Entre tanto, Kirsten comenzó su carrera teatral, apareciendo en los musicales Chess o Les Misérables.
1988 fue un año afortunado para Hot Eyes, cuando su canción "Ka' du se, hva' jeg sa'?" ganó el Dansk MGP de nuevo, siendo los primeros en conseguir ganar tres veces, (Tommy Seebach consiguió lo mismo en 1993). En el Festival de Eurovisión 1988 partían como favoritos, acabando terceros, lo que era la mejor calificación de Dinamarca desde 1963. Kirsten estaba otra vez embarazada, esperaba a su segundo hijo, pero esta vez era más visible, dio a luz solo tres semanas después del Festival.
Aunque el dúo no se separó oficialmente hasta 1991, no volvieron a grabar juntos tras 1988. En 1989, Søren y Keld Heick escribieron otra canción para el Dansk MGP, pero para Birthe Kjær, que fue la ganadora. Ambos aparecieron en el escenario como vocalistas de Birthe, (junto a Lei y Lupe Moe, que han actuado junto a diez representantes daneses en el Festival entre 1981 a 2002). "Vi maler byen rød" acabó en tercera posición en el Festival de Eurovisión 1989.
Kirsten volvió a participar en el Dansk MGP en 1990 con "Inden Længe". En 1992, formó el trío "Swing Sisters" con la cantante de ópera Kirsten Vaupel y Lise-Lotte Norup, con el que actuó por Dinamarca y otros países europeos. También ha actuado con Søren en numerosas ocasiones.